# Тубурбон Больший

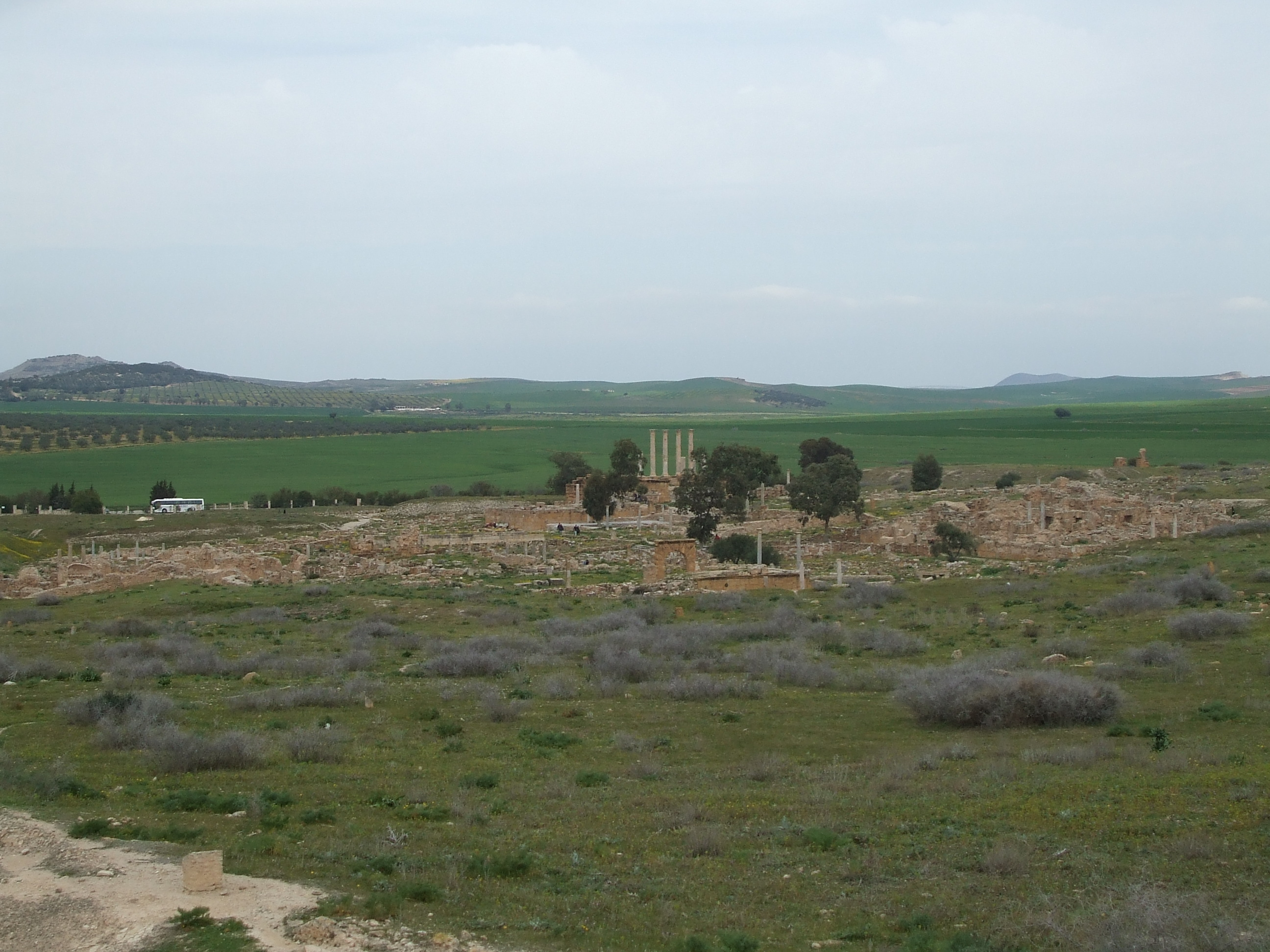
Тубурбон Больший. Общий вид

Карта развалин

Тубурбон Больший (лат.  Thuburbo Majus) — древнеримский город в северной части Туниса, в 60 км к юго-западу от Карфагена, неподалёку от современного города Эль-Фахс. Возник в качестве римской колонии при императоре Октавиане Августе в 27 году до н. э.

## История
Тубурбон Больший был создан в числе ряда небольших центров в провинции Африка с целью освоения и латинизации этой территории. Основную часть населения новой колонии составили ветераны, получившие здесь земельный надел. Поселение приобрело важное стратегическое положение, так как оно находилось в богатом сельскохозяйственном районе, на пересечении торговых путей между внутренними и прибрежными городами.
Подъём города связан с династией Антонинов. В период правления императора Адриана поселение получило муниципальный статус. Население города в период с середины II — до середины III веков н. э. составляло от 7 до 12 тыс. человек.
Однако уже с конца III века н. э. Тубурбон Больший неуклонно двигался к упадку, императоры Константин I и Констанций II пытались возродить город, восстанавливая городскую инфраструктуру, прежде всего — термы. Впоследствии нашествия вандалов, арабов, а также землетрясение привели город к полному разрушению.

## Археологические находки

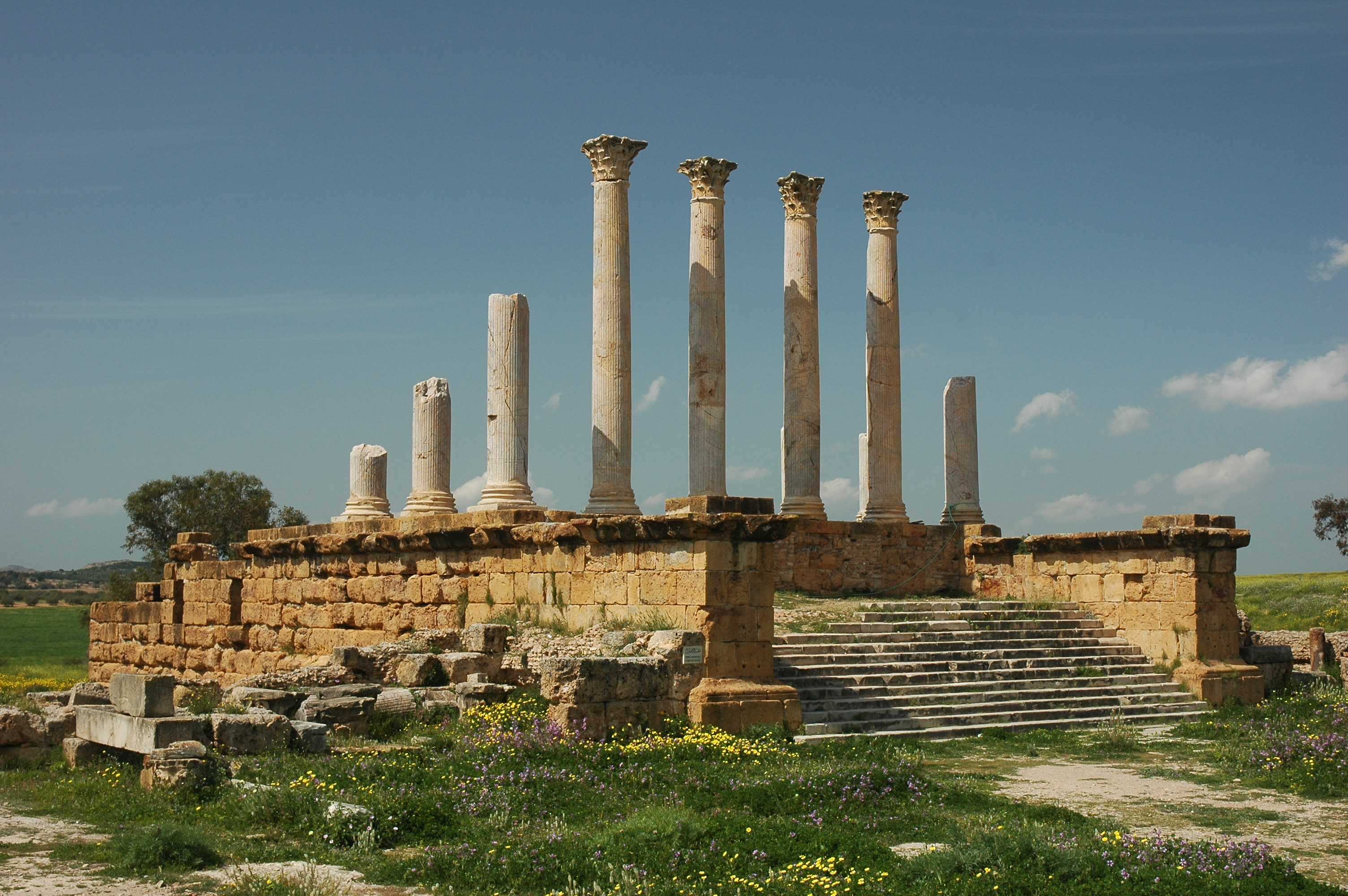
Капитолий Тубурбона Большего

В 1857 году французский археолог Шарль-Жозеф Тиссо начал археологические раскопки в районе города. Существенная часть раскопок осуществлялась с 1912 по 1936 годы.
Среди уцелевших зданий выделяется Капитолий с колоннами коринфского ордера высотой 8,5 метров. Внимание на себя обращает храм Меркурия, имеющий круглую форму, а также две святыни, посвящённые Сатурну.
Центр города находился на форуме, площадь которого составляла 45 квадратных метров.
Среди прочих выделяется созданная в 225 году н. э. палестра семьи Петрониев. Неподалёку от палестры был обнаружен барельеф с изображением танцующей вакханки.
В результате раскопок найдено около двадцати частных жилищ. Вблизи форума обнаружены дома богатых горожан, покрытые мозаиками и мрамором, некоторые из которых обладают системой отопления.
Самые значительные находки попали в Национальный музей Бардо. Такой находкой стала голова Юпитера весом 1,2 тонн, а также статуя Юпитера высотой 7 метров. Мифологические сюжеты представлены мозаикой «Тесей и Минотавр», в ней показана битва Тесея и Минотавра, общим фоном сцены мозаики стал лабиринт.
Одним из интересных артефактов, найденных археологами в Тубурбоне Большем, является небольшая модель храма (т. н. наискос), являющаяся, вероятно, копией какого-то святилища, находившегося в Карфагене.